# Garsa de mar negra africana
La garsa de mar negra africana (Haematopus moquini) és una espècie d'ocell de la família dels hematopòdids (Haematopodidae) que habita costes de l'Àfrica Meridional, a Namíbia i Sud-àfrica.